# Pozitiv (lingvistika)
Pozitiv (z lat. positivo - kladný, základní) je forma přídavného jména nebo příslovce, který popisuje základní míru vlastnosti, jeho normální stav. Jedná se o 1. stupeň komparace, neboli stupňování. Utvářejí se na něm, na jeho kořeni, ještě další stupně, komparativ a superlativ, tedy s výjimkou nepravidelných slov (např. dobrý – lepší, zle – hůře).
Pozitiv se často užívá jako základní tvar slova používaný ve slovnících (tzv. lemma).